# Янг Лайонс
«Янг Лайонс» — сингапурский футбольный клуб, фактически является Олимпийской сборной Сингапура (для игроков не старше 23 лет). Команда подчиняется непосредственно Футбольной ассоциации Сингапура (FAS), но управляется как футбольный клуб и соревнуется в главной футбольной лиге Сингапура — S-Лига — с 2003 года. Включив Янг Лайонс в S-Лигу, FAS надеется предоставить молодым игрокам опыт соревнования на высоком уровне клубной конкуренции, помогая тем самым подготовить их к международным турнирам, таким как Игры Юго-Восточной Азии. Таким образом Янг Лайонс является одним из немногих футбольных клубов в мире, который имеет возрастные ограничения на своих футболистов и выступает в главной футбольной лиге страны.

## Результаты выступлений в S-Лиге
- 2003 — 12-е место
- 2004 — 3-е место
- 2005 — 6-е место
- 2006 — 3-е место
- 2007 — 5-е место
- 2008 — 9-е место
- 2009 — 8-е место
- 2010 — 9-е место
- 2011 — 9-е место
- 2012 — 10-е место
- 2013 — 12-е место
- 2014 — 10-е место

## Результаты выступлений в Кубке Сингапура
- 2003 — 1/4 финала
- 2004 — 1/4 финала
- 2005 — 1/4 финала
- 2006 — 1/4 финала
- 2007 — 1-й раунд
- 2008 — 4-е место
- 2009 — 1-й раунд
- 2010 — 4-е место
- 2011 — не участвовал
- 2012 — не участвовал

## Результаты выступлений в Кубке Лиги Сингапура
- 2007 — не участвовал
- 2008 — 4-е место
- 2009 — 1-й раунд
- 2010 — 1-й раунд
- 2011 — не участвовал
- 2012 — Финалист